# گزینندگان بی‌وفا در انتخابات ریاست‌جمهوری ایالات متحده آمریکا (۲۰۱۶)
در انتخابات ریاست‌جمهوری ایالات متحده در سال ۲۰۱۶، ده نفر از اعضای مجمع الکترال به نامزدی متفاوت از آن‌هایی که به آن‌ها تعهد داده بودند رأی دادند یا تلاش کردند که به نامزدهای متفاوت رأی بدهند. سه مورد از این رای‌ها بر اساس قوانین گزینندگان بی‌وفا در ایالت‌های مربوطه‌شان باطل شد و گزیننده یا متعاقباً به کاندیدای متعهد رأی داد یا با فردی جایگزین شد که این کار را انجام می‌داد. اگرچه بعد از گذشت دو قرن از آغاز انتخابات ریاست‌جمهوری در آمریکا، مجموعاً ۱۵۵ مورد بی‌وفایی قبل از ۲۰۱۶ وجود داشت، اما سال ۲۰۱۶ اولین انتخابات در بیش از صد سال اخیر بود که در آن چندین گزیننده برای تغییر نتیجه انتخابات تلاش کردند.
در نهایت هفت رای موفقیت‌آمیز توسط گزینندگان بی‌وفا اهدا شد؛ هیلاری کلینتون، نامزد حزب دموکرات، پنج نفر از گزینندگان متعهد خود را از دست داد، در حالی که نامزد حزب جمهوری‌خواه و رئیس‌جمهور منتخب، دونالد ترامپ، رأی دو نفر را از دست داد. سه نفر از گزینندگان بی‌فا به کالین پاول رای دادند در حالی که جان کاسیچ، ران پل، برنی سندرز، و عقاب خالدار ایمان هر کدام یک رای گرفتند. در هر حال گزینندگان بی‌وفا نتوانستند در نتیجهٔ نهایی انتخابات تغییری ایجاد بکنند و ترامپ برندهٔ انتخابات تنها دو الکترال خود را از دست داد در حالی که برای ایجاد تغییر در نتیجه باید ۳۷ الکترال دیگر را نیز از دست می‌داد.
گزینندگان بی‌وفایی که با دونالد ترامپ مخالفت کردند بخشی از جنبشی به نام «گزینندگان همیلتون» بودند که توسط مایکل باکا از کلرادو و برت چیافالو از واشینگتن تأسیس شد. این جنبش تلاش کرد تا ۳۷ گزیننده جمهوری‌خواه را بیابد که مایل به رأی دادن به جمهوری‌خواهی غیر از ترامپ باشند و به این ترتیب اکثریت را از ترامپ بگیرند و انتخابات ریاست‌جمهوری را به مجلس نمایندگان ببرند. گزینندگان تشویق می‌شدند تا با استفاده از وجدان خود از ریاست‌جمهوری شخصی که برای این پست کاملاً نامناسب است، جلوگیری کنند (تعریف رئیس‌جمهور نامناسب را مطابق با آنچه که الکساندر همیلتون در شماره ۶۸ اسناد فدرالیستی توصیف کرده، توضیح دادند و علت انتخاب نامشان هم همین است) علی‌رغم این که باکا و چیافالو قصد خود را شکست ترامپ اعلام کرده بودند، این گزینندگان به کلینتون (برندهٔ آرای مردمی در ایالت هر کدام) رأی ندادند و رأی خود را به اشخاص دیگری دادند. زمانی که آن‌ها رای خود را از کلینتون تغییر دادند، دستیابی به هدف اعلام شده از نظر عددی دیگر غیرممکن بود، زیرا به جز ۳۰ مورد، ترامپ همهٔ رأی‌های الکترال دیگر را به دست آورده بود. برای عدم پیروزی ترامپ، ۳۷ گزیننده باید رأی خود را تغییر می‌دادند. گزینندگان تحت فشار عمومی قرار گرفتند، از جمله تهدید به مرگ در صورت وفادار ماندن به رای دادن به ترامپ. گزینندهٔ واشینگتن که به عقاب خالدار ایمان رای داد، اعلام کرد این کار را در اعتراض به حمایت هیلاری کلینتون از خط لوله دسترسی داکوتا انجام داده است.
تعداد هفت گزینندهٔ بی‌وفا که رأی‌شان در شمارش نهایی محسوب شد، رکورد جدیدی برای بیشترین تعداد گزینندگان بی‌وفا برای نامزدهای زنده در تاریخ انتخابات آمریکا بود. رکورد قبلی مربوط به انتخابات ۱۸۰۸ بود که در آن شش گزیننده به جیمز مدیسون رأی ندادند. فقط یک بار دیگر تعداد گزیننده‌های عهدشکن بیشتر از این دوبار بوده: در سال ۱۸۷۲، ۶۳ نفر از ۶۶ گزیننده که در ابتدا متعهد به هوراس گریلی بودند، رای خود را به شخص دیگری دادند (گریلی بین روز انتخابات و جلسه مجمع الکترال از دنیا رفته بود). شش رای بی‌وفا برای معاون رئیس‌جمهور در سال ۲۰۱۶، صرف نظر از در قید حیات بودن نامزد معاونت، رکورد محسوب نمی‌شد؛ چرا که در چندین انتخابات قبلی مواردی رخ داده که در آن بیش از ۶ گزینندهٔ بی‌وفا برای معاونت ریاست‌جمهوری وجود داشته. در سال ۱۸۳۶، گزینندگان بی‌وفا باعث شدند تا انتخاب معاونت ریاست‌جمهوری در مرحلهٔ اول قطعی نشود و به سنا برود؛ اما در نهایت تغییری در معاون انتخاب‌شده ایجاد نشد.

## پیش‌زمینه

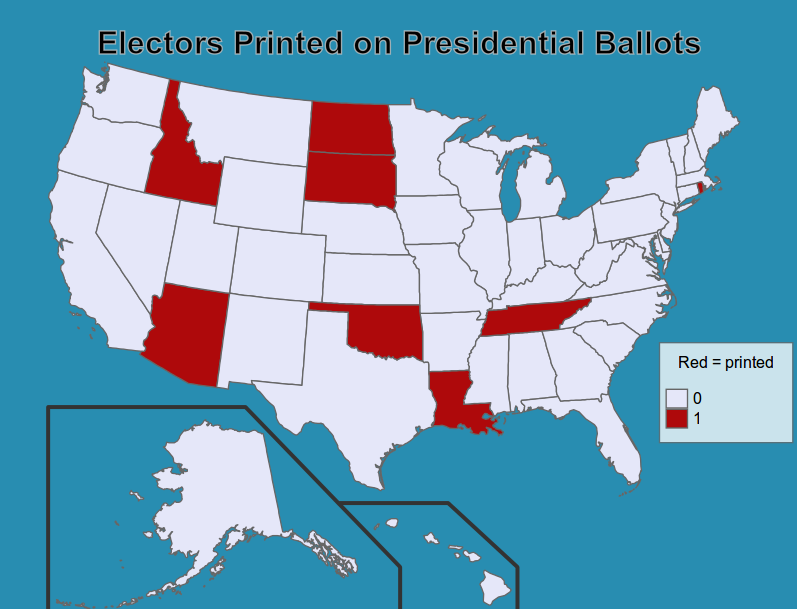
تنها در ۸ ایالت نام خود گزینندگان بر روی برگه‌های رأی چاپ می‌شود؛ در باقی ایالات نام نامزدهای ریاست‌جمهوری و معاون آن‌ها مستقیماً بر روی برگه‌ها رأی نوشته می‌شود.

در ایالات مشخص‌شده، قوانینی وجود دارد که برای گزیننده‌ای که به نامزد متعهدشده رأی ندهد، جریمه و زندانی تعیین می‌کند؛ در ادامه گزیننده را مجبور می‌کند که به نامزدی که به او متعهد شده‌اند رأی دهد، یا به‌طور کلی وی را ردصلاحیت می‌کند و شخص دیگری جایگزین وی می‌شود.

در سیستم منحصربه‌فرد انتخابات ریاست‌جمهوری ایالات متحده آمریکا، رئیس‌جمهور به‌طور غیرمستقیم از طریق سازوکار هیئت الکترال و از طریق به دست آوردن حدنصاب الکترال‌ها از ایالات مختلف انتخاب می‌شود. در واقع مردم به گزینندگان رأی می‌دهند و گزینندگان نیز بعداً در مجمع به گزینه‌هایی که به آن از قبل متعهد شده‌اند، رأی خواهند داد.
قوانین انتخاب گزینندگان ایالت به ایالت متفاوت است؛ در ۴۸ ایالت، همه گزینندگان متعهد می‌شوند تا به برندهٔ اکثریت آرا در آن ایالت رأی دهند. در مین و نبراسکا برندهٔ هر ناحیه کنگره یک گزیننده و برنده در سراسر ایالت دو گزیننده دریافت می‌کند. گزینندگان، پس از انتخاب، بر اساس قانون فدرال آزادند که به نامزد دیگری غیر از آن کسی که برای او تعهد داده‌اند رای دهند. با این حال، در زمان انتخابات، سی و یک ایالت و ناحیه کلمبیا قوانینی داشتند که گزینندگان خود را ملزم می‌کرد که به نامزد مورد تعهد خود رأی دهند. دادگاه‌های مختلف نیز نظرات متناقضی در مورد مطابقت این قوانین ایالتی با قانون اساسی ارائه کرده بودند. بر اساس بند برتری در قانون اساسی ایالات متحده آمریکا، دادگاه‌های ایالتی در صورتی که قوانین ایالتی دارای تناقض باشد، ملزم به رعایت قوانین فدرال و قانون اساسی هستند. به عبارت دیگر، قوانین فدرال و قانون اساسی بر قوانین متناقض ایالتی مقدم هستند.
تنها چهار بار در تاریخ آمریکا (۱۸۷۶، ۱۸۸۸، ۲۰۰۰ و ۲۰۱۶) یک نامزد ریاست جمهوری با وجود تعداد رأی کلی کمتر در کل کشور، اکثریت رأی الکترال را به دست آورده و به عنوان رئیس‌جمهور انتخاب شده. در سه مورد اخیر، هیچ‌کدام یک از نامزدها نتوانسته اکثریت مطلق را در آرای کلی به دست آورد.
در صورتی که هیچ‌کس اکثریت آرای الکترال کالج را به‌دست نیاورد، انتخاب رئیس‌جمهور بر اساس متمم دوازدهم قانونی اساسی به مجلس نمایندگان سپرده می‌شود. در انتخابات ۱۸۲۴ اندرو جکسون بالاترین آرای مردمی و بیشترین آرای الکترال را داشت، اما آرای الکترال او به حد نصاب نرسید و انتخاب رئیس‌جمهور به مجلس نمایندگان محول شد. علیرغم اینکه جان کویینسی آدامز آرای کلی الکترال کمتری نسبت به اندرو جکسون داشت، مجلس نمایندگان آدامز را به عنوان رئیس‌جمهور انتخاب کرد.

## تعداد گزینندگانی که قصد بی‌وفایی داشتند
در طول انتخابات ۲۰۱۶، برای این که آرا الکترال ترامپ از ۲۷۰ (حد نصاب پیروزی) کم‌تر شود، ۳۷ گزیننده باید رأی خود را تغییر می‌دادند که این یعنی ۱۲ از درصد از کل گزینندگان جمهوری‌خواه. با این حال، منتقدان در آن زمان خاطرنشان کردند که جمع‌آوری این تعداد گزیننده بسیار بعید است، زیرا گزینندگان در بیش از ۹۹ درصد موارد به گزینه‌ای که به آن متعهد شده‌اند رأی می‌دهند.
در ۱۶ نوامبر ۲۰۱۶، بیل لیختن‌اشتاین، روزنامه‌نگار، مقاله‌ای در هافینگتون پست منتشر کرد که در آن جزئیات برنامه‌های مایکل باکا، گزینندهٔ ریاست‌جمهوری آمریکا برای جلوگیری از رسیدن ترامپ به ریاست‌جمهوری نوشته شده بود و توضیح داده بود که این کار با متقاعد کردن گزینندگان دموکرات و جمهوری‌خواه ریاست‌جمهوری برای رای دادن به نامزدی معتدل‌تر در دسامبر (زمان برگزاری مجمع برگزینندگان) امکان‌پذیر است. مقاله لیختن‌اشتاین به زودی در فضای مجازی وایرال شد و در ۵ دسامبر ۲۰۱۶، چند تن از اعضای هیئت الکترال، از جمله هفت نفر از حزب دموکرات و یک نفر از حزب جمهوری‌خواه علناً اعلام کردند که در ۱۹ دسامبر ۲۰۱۶ به شخصی غیر از آن که به او متعهد شده‌اند رأی خواهند داد.
کریستوفر ساپرون، گزینندهٔ جمهوری‌خواه تگزاس، علناً متعهد شد که طبق قانون ایالت تگزاس، رای خود را به دونالد ترامپ ندهد. ساپرون اشاره کرد که او همچنین با چندین گزینندهٔ جمهوری‌خواه که قصد دارند به گزینه‌ای دیگر رأی بدهند، تماس محرمانه داشته و اظهار داشت که آن‌ها «به‌طور خاص دربارهٔ اسامی مختلف بحث خواهند کرد و خواهند دید که چه کسی در آزمون [تناسب برای ریاست جمهوری] موفق می‌شود تا بتوانیم پشتیبانی‌اش کنیم.» تا ۵ دسامبر ۲۰۱۶، دو عضو کالج انتخاباتی جمهوری‌خواه که علناً قصد خود را برای رای ندادن به ترامپ اعلام کرده بودند، استعفا دادند. آرت سیسنروس، گزیننده جمهوری‌خواه تگزاس، در ماه نوامبر ترجیح داد به جای رأی دادن به ترامپ، با میل خودش استعفا دهد. بائوکی وو، گزیننده جمهوری‌خواه جورجیا در ماه اوت و بعد از واکنش‌ها به اعلام عمومی این که به ترامپ رأی نخواهد داد، استعفا کرد. هم سیسنروس و هم وو در ایالت‌هایی خدمت می‌کردند که فاقد قوانینی بودند که از رأی‌دهی گزینندگان به گزینه‌ای دیگر جلوگیری کند.
اگرچه تعیین تعداد گزینندگان دیگر، به‌ویژه گزینندگان جمهوری‌خواهی که به بی‌وفا شدن و رأی ندادن به دونالد ترامپ فکر کرده‌اند، دشوار است، اما گزارش شد که حداقل ۲۰ گزینندهٔ جمهوری‌خواه دیگر برای رأی ندادن به ترامپ، مشاورهٔ حقوقی ناشناس و رایگان را دریافت کرده‌اند.
کمیته ملی جمهوری‌خواهان عملیات گسترده‌ای را انجام داد تا اطمینان حاصل کند که همهٔ آن گزینندگانی که برای رای دادن به نامزد جمهوری‌خواه انتخاب شده بودند، واقعاً این کار را انجام دهند. در ۱۴ دسامبر، چند تن از اعضای جمهوری‌خواه کالج انتخاباتی، به شرط ناشناس ماندن، اظهار داشتند که با «تهدید به انتقام‌جویی سیاسی» تحت فشار قرار می‌گیرند و افزودند: «کمپین انتخاباتی دونالد ترامپ بر گزینندگان جمهوری‌خواه فشار می‌آورد تا به او رای دهند. [و به آن‌ها می‌گوید که] آیندهٔ سیاسی آن‌ها بر اساس این که به ترامپ رأی بدهند یا نه تعیین خواهد شد.»

## اطلاع‌رسانی عمومی به گزینندگان
در ۱۴ دسامبر، کمپین اتحاد برای آمریکا (به انگلیسی: Unite For America) ویدئویی منتشر کرد که در یوتیوب و سایر رسانه‌ها مستقیماً گزینندگان جمهوری‌خواه را خطاب قرار می‌داد و از آن‌ها می‌خواست که هر یک به‌طور جداگانه، به اضافه ۳۶ نفر از همکارانشان (حداقل ۳۷ گزیننده جمهوری‌خواه در مجموع) به جمهوری‌خواهی غیر از ترامپ رأی دهند. در این ویدئو چهره‌های عمومی متعددی، از جمله دبرا مسینگ، مارتین شین و باب اودنکرک حضور داشتند که از گزینندگان جمهوری‌خواه می‌خواستند از ریاست جمهوری ترامپ جلوگیری کنند و چندین بار این پیام را بیان می‌کردند: «من از شما نمی‌خواهم به هیلاری کلینتون رای دهید». برای انتخاب یک جمهوری‌خواه جایگزین، افراد حاضر در ویدئو از از گزیننده می‌خواهند با استفاده از «اقتداری» که قانون اساسی برای گزیننده در نظر گرفته، برای ارائه «خدمت و میهن‌پرستی به مردم آمریکا» از طریق رأی «وجدان» به «قهرمان آمریکایی» تبدیل شود.
طومار دانیل برزنوف علیه ترامپ در سایت Change.org با نزدیک به پنج میلیون امضا تبدیل به بزرگ‌ترین طومار در تاریخ آن سازمان شد و در ۱۴ دسامبر، تبلیغات تمام‌صفحه‌ای که توسط کمپین گوفاندمی مربوط به برزنوف تأمین شده بود در واشینگتن پست، فیلادلفیا اینکوایرر، آستین امریکن استیسمن، سالت لیک تریبیون و تمپا بی تایمز چاپ شد. آگهی‌های تمام صفحه روز بعد، ۱۵ دسامبر، در رسانه‌های The Atlanta Journal-Constitution و Wisconsin State Journal نیز چاپ شد.
در ۱۱ دسامبر، جیم هیمس، نماینده دموکرات از کنتیکت در توییتر نوشت که ترامپ «کاملاً بی‌بند و بار» است و «کالج انتخاباتی باید کاری که برای آن طراحی شده را انجام دهد.» هیمس گفت که او این درخواست را به هیئت الکترال ارائه کرده زیرا ترامپ از گفتن اینکه روس‌ها دموکرات‌ها را در طول انتخابات هک کرده‌اند خودداری کرده است.

## مشاوره حقوقی و وکالت

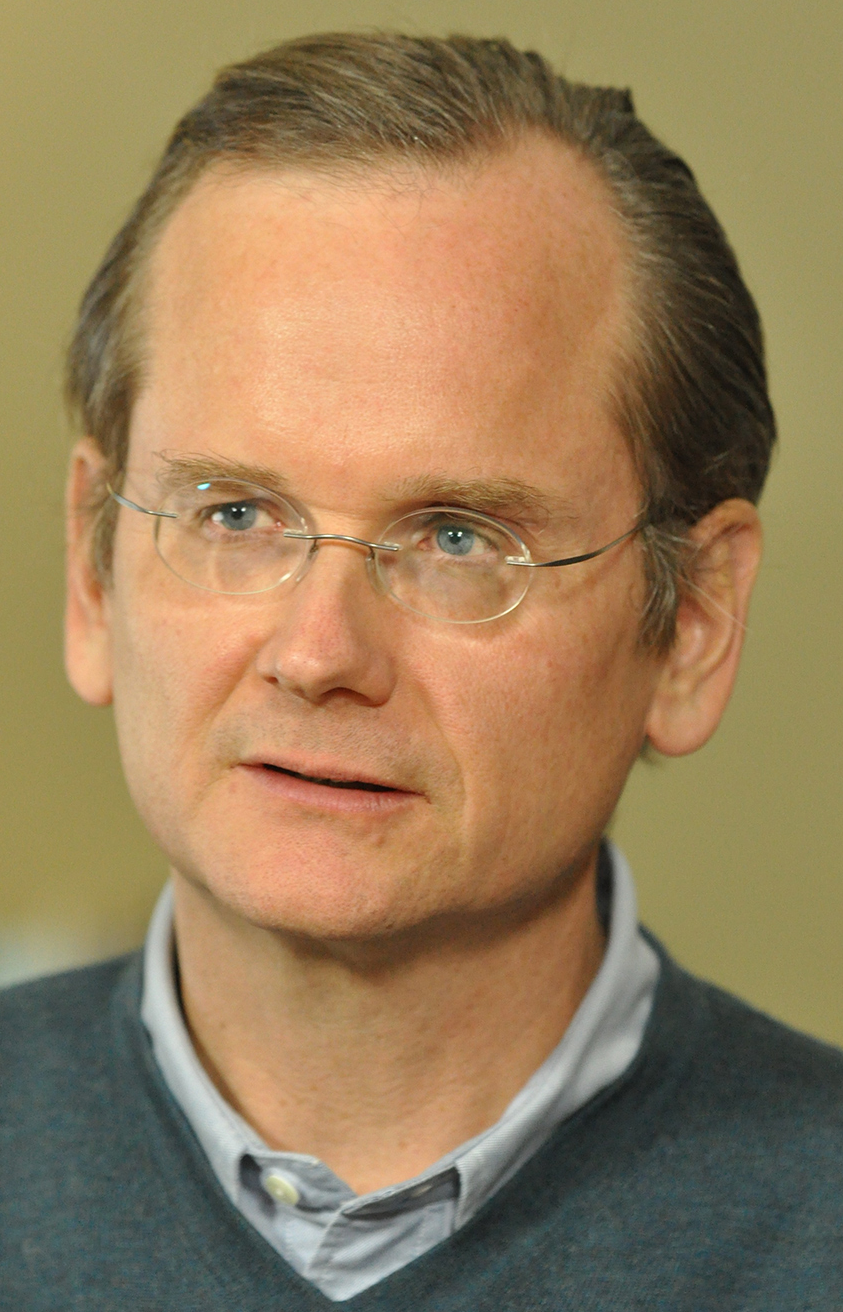
لارنس لسیگ

در ۶ دسامبر ۲۰۱۶، وب سایت Hamilton Electors برای حمایت از انتخاب یک جمهوری‌خواه جایگزین به عنوان رئیس‌جمهور بعدی ایالات متحده راه‌اندازی شد. لارنس لسیگ، استاد حقوق برجسته دانشگاه هاروارد (کاندیدای سابق نامزدی دموکرات‌ها در انتخابات ریاست‌جمهوری)، اعلام کرد که «با یک شرکت حقوقی مستقر در کالیفرنیا همکاری می‌کند تا به هر عضو کالج الکترالی که به‌دنبال [رأی] مخالف به دونالد ترامپ باشد، [مشاوره و] و پشتیبانی حقوقی ارائه کند.» لسیگ گفت که وکالت و پشتیبانی به صورت ناشناس ارائه خواهد شد.
لسیگ و آر.جی. لایمن (وکیل مستقر در بوستون) یک سازمان غیرانتفاعی به نام «اعتماد برگزینندگان» ایجاد کرد تا به گزینندگان بالقوه بی‌وفا مشاوره حقوقی رایگان ارائه دهد.

## اقامه دعوا قبل از برگزاری مجمع
قوانین در ایالت‌هایی که احکامی برای جلوگیری از رأی بی‌وفا دارند، متفاوت است؛ در یک ایالت ممکن است صرفاً رأی گزیننده باطل شود یا او جایگزین شود و در یک ایالت دیگر ممکن است فرد به جریمه و زندان نیز محکوم بشود. گزینندگان دموکرات در کلرادو، واشینگتن و کالیفرنیا برای الغای این قوانین ایالتی شکایت کردند، اما قضات فدرال از صدور دستور برای جلوگیری از اجرای این قوانین خودداری کردند و زمان کافی نیز برای رسیدگی مجدد در دادگاه عالی قبل از رأی‌گیری کالج الکترال وجود نداشت. با این حال، در پروندهٔ باکا در برابر هیکنلوپر هیئتی متشکل از سه قاضی از دادگاه استیناف حوزه دهم ایالات متحده آمریکا در پاورقی اعلام کرد که هرگونه تلاش برای حذف گزینندگان «پس از شروع رأی‌گیری» «با توجه به متن متمم دوازدهم بعید به نظر می‌رسد.»
در حالی که در زمان انتخابات هنوز دیوان عالی به قانونی بودن اقدامات گزینندگان بی‌وفا رسیدگی نکرده بود، در ری علیه بلر (343 U.S. 214 (1952)) دیوان به نفع قوانین ایالتی رای داده بود که گزینندگان را برای تأیید صلاحیت ملزم به رای دادن به کاندیدای پیروز می‌کرد و همچنین گزینندگانی را که از تعهد دادن امتناع می‌کردند، حذف می‌کرد. با این حال، دیوان این‌چنین نوشته بود:
حتی اگر اجبار کردن گزینندگان به اجرای تعهد خود به خاطر نقض «آزادی مفروض گزیننده طبق قانون اساسی، ماده ۱، بند دوم» غیرقابل اجرا باشد؛ به این معنی نیست که گذاشتن شرط تعهد خلاف قانون اساسی است.
قاضی رابرت اچ. جکسون و قاضی ویلیام او. داگلاس در مخالفت با دیوان عالی نوشتند:
هیچ وفادار به تاریخ ما نمی‌تواند انکار کند که این طرح ابتدا به آنچه در متن آن مستتر است نظر داشته - این که گزینندگان باید کارگزاران آزاد باشند تا قضاوتی مستقل و غیرحزبی در مورد افرادی که واجد شرایط برای بالاترین مناصب کشور هستند، اعمال کنند.

## گزینندگان بی‌وفای ثبت‌شده

### آرا محسوب‌شده
| ایالت    | حزب | متعهد به    | رأی ریاست‌جمهوری          | رأی معاونت ریاست‌جمهوری | نام گزیننده         | منابع                       |
| -------- | --- | ----------- | ------------------------ | ---------------------- | ------------------- | --------------------------- |
| هاوایی   |     | کلینتون/کین | برنی سندرز (I-VT)        | الیزابت وارن (D-MA)    | دیوید مالینیکس      | [ ۴۸ ]                      |
| تگزاس    |     | ترامپ/پنس   | جان کیسیک (R-OH)         | کارلی فیورینا (R-VA)   | کریستوفر ساپرون     | [ ۴۹ ] [ ۵۰ ] [ ۵۱ ]        |
| تگزاس    |     | ترامپ/پنس   | ران پال (L-TX)           | مایک پنس (R-IN)        | بیل گرین            | [ ۴۹ ] [ ۵۰ ] [ ۵۱ ]        |
| واشینگتن |     | کلینتون/کین | کالین پاول (R-VA)        | ماریا کانتول (D-WA)    | لوی گوئرا           | [ ۵۶ ] [ ۴۷ ] [ ۵۷ ] [ ۵۸ ] |
| واشینگتن |     | کلینتون/کین | کالین پاول (R-VA)        | سوزان کالینز (R-ME)    | استر جان            | [ ۵۶ ] [ ۴۷ ] [ ۵۷ ] [ ۵۸ ] |
| واشینگتن |     | کلینتون کین | کالین پاول (R-VA)        | الیزابت وارن (D-MA)    | پیتر برت چیافالو    | [ ۵۶ ] [ ۴۷ ] [ ۵۷ ] [ ۵۸ ] |
| واشینگتن |     | کلینتون/کین | عقاب خالدار ایمان (D-SD) | وینونا لادوک           | رابرت ستیکام جونیور | [ ۵۶ ] [ ۴۷ ] [ ۵۷ ] [ ۵۸ ] |

### آرا باطل‌شده
| ایالت     | حزب | متعهد به    | رأی ریاست‌جمهوری   | رأی معاونت ریاست‌جمهوری | نام گزیننده    | نتیجه                    | منابع         |
| --------- | --- | ----------- | ----------------- | ---------------------- | -------------- | ------------------------ | ------------- |
| مین       |     | کلینتون/کین | برنی سندرز (I-VT) | تیم کین (D-VA)         | دیوید برایت    | رای به کلینتون تغییر کرد | [ ۵۹ ]        |
| مینه سوتا |     | کلینتون/کین | برنی سندرز (I-VT) | تولسی گابارد (D-HI)    | محمد عبدالرحمن | گزیننده جایگزین شد       | [ ۵۹ ] [ ۶۰ ] |
| کلرادو    |     | کلینتون/کین | جان کاسیچ (R-OH)  | از رای دادن منع شد     | مایکل باکا     | گزیننده جایگزین شد       | [ ۶۱ ] [ ۶۲ ] |

### دریافت‌کنندگان رأی از سوی گزینندگان بی‌وفا
برای پست ریاست‌جمهوری

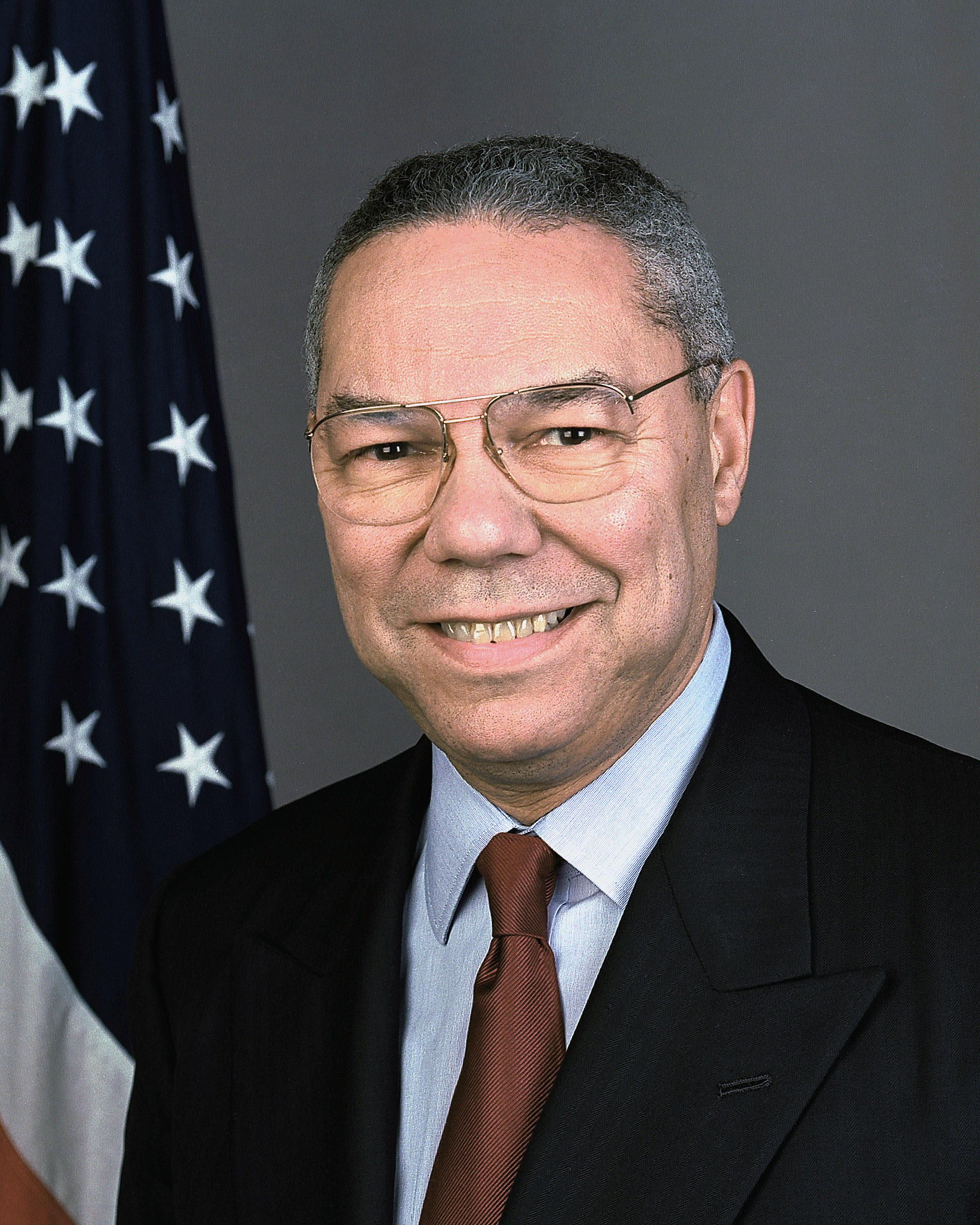
کالین پاول، وزیر امور خارجه سابق، ۳ رای
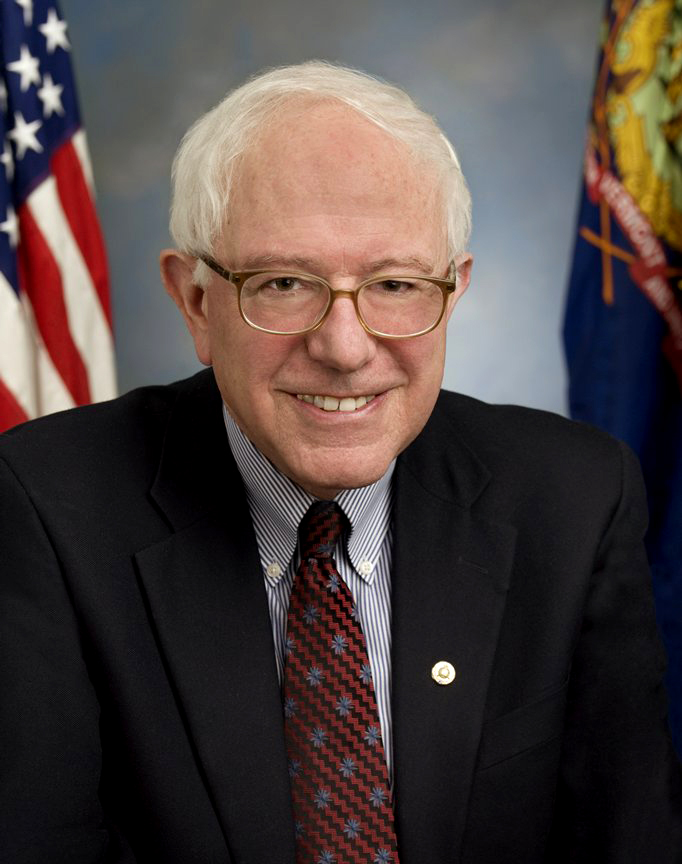
سناتور برنی سندرز، ۱ رأی (به اضافه ۲ رأی باطل)
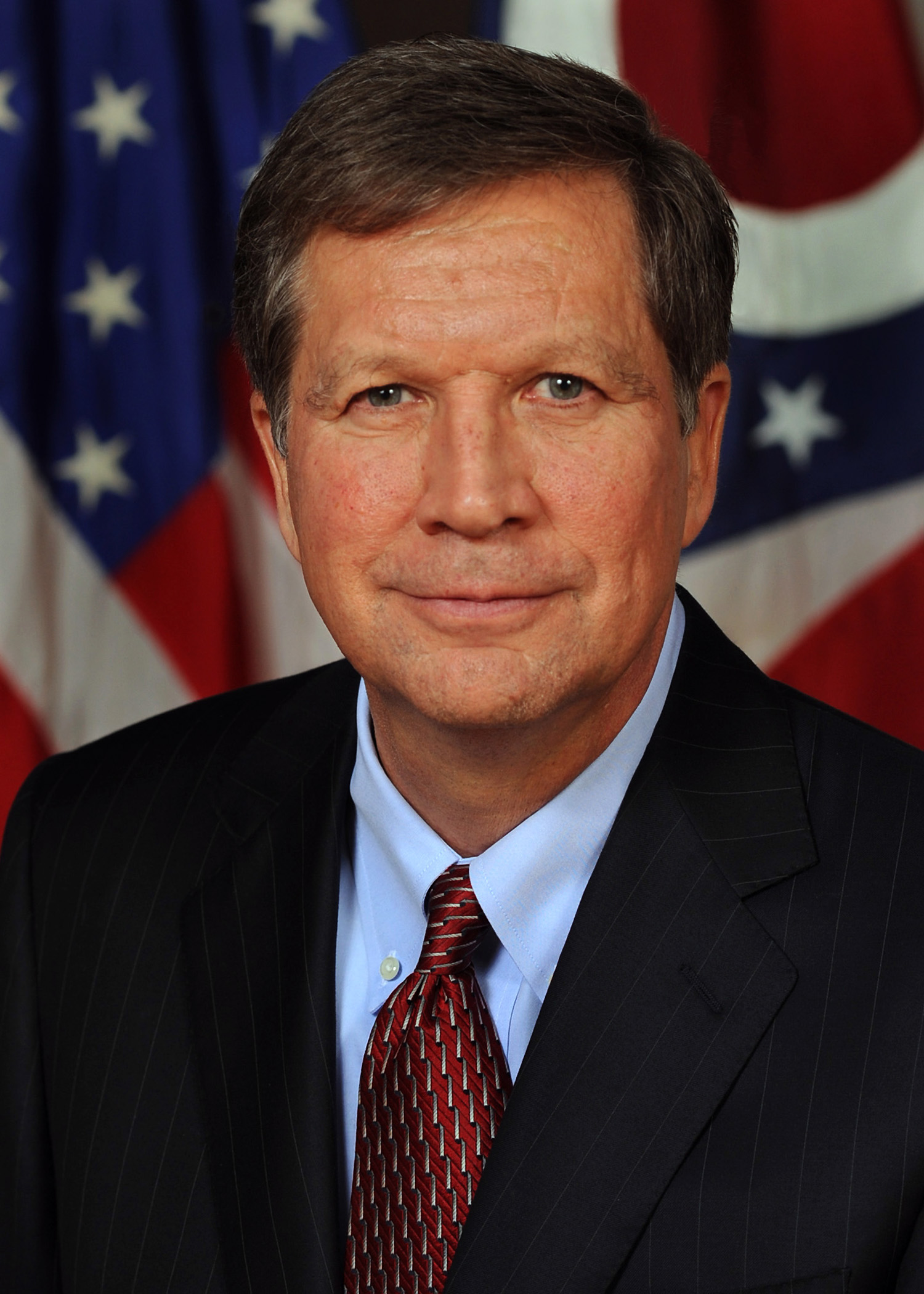
جان کیسیک، ۱ رأی (به اضافه ۱ رأی باطل)
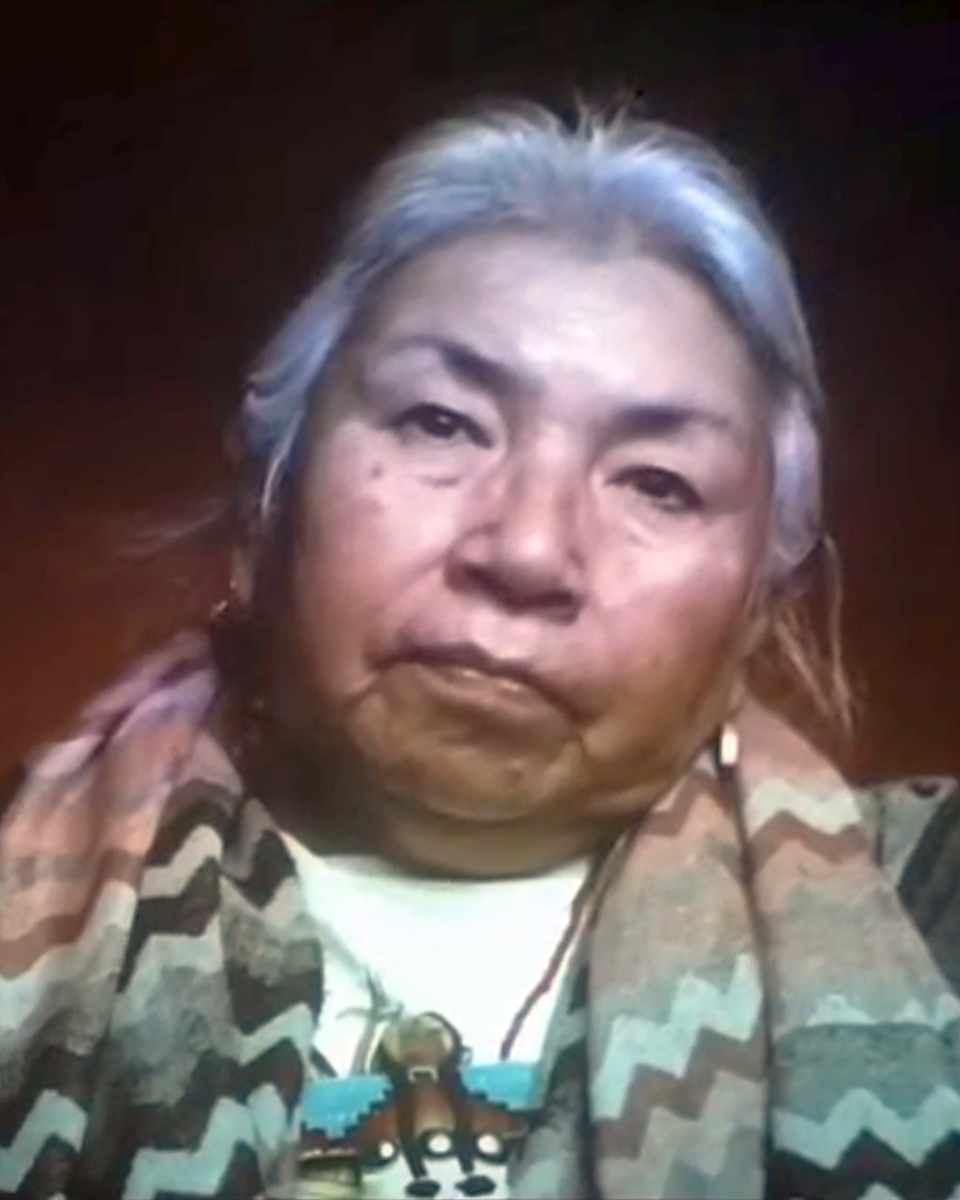
عقاب خالدار ایمان، ۱ رأی
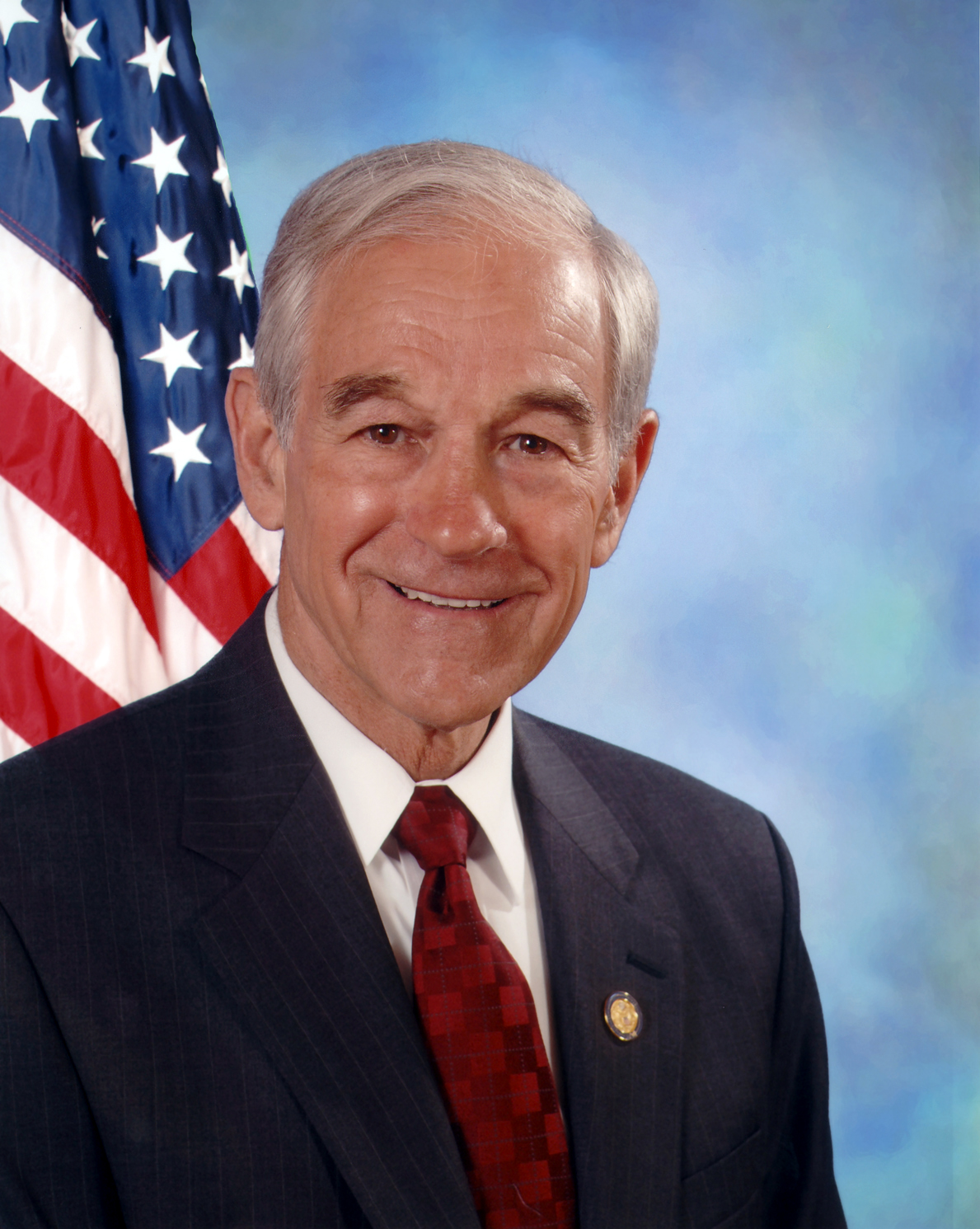
نماینده سابق ران پال، ۱ رأی

برای پست معاونت ریاست‌جمهوری

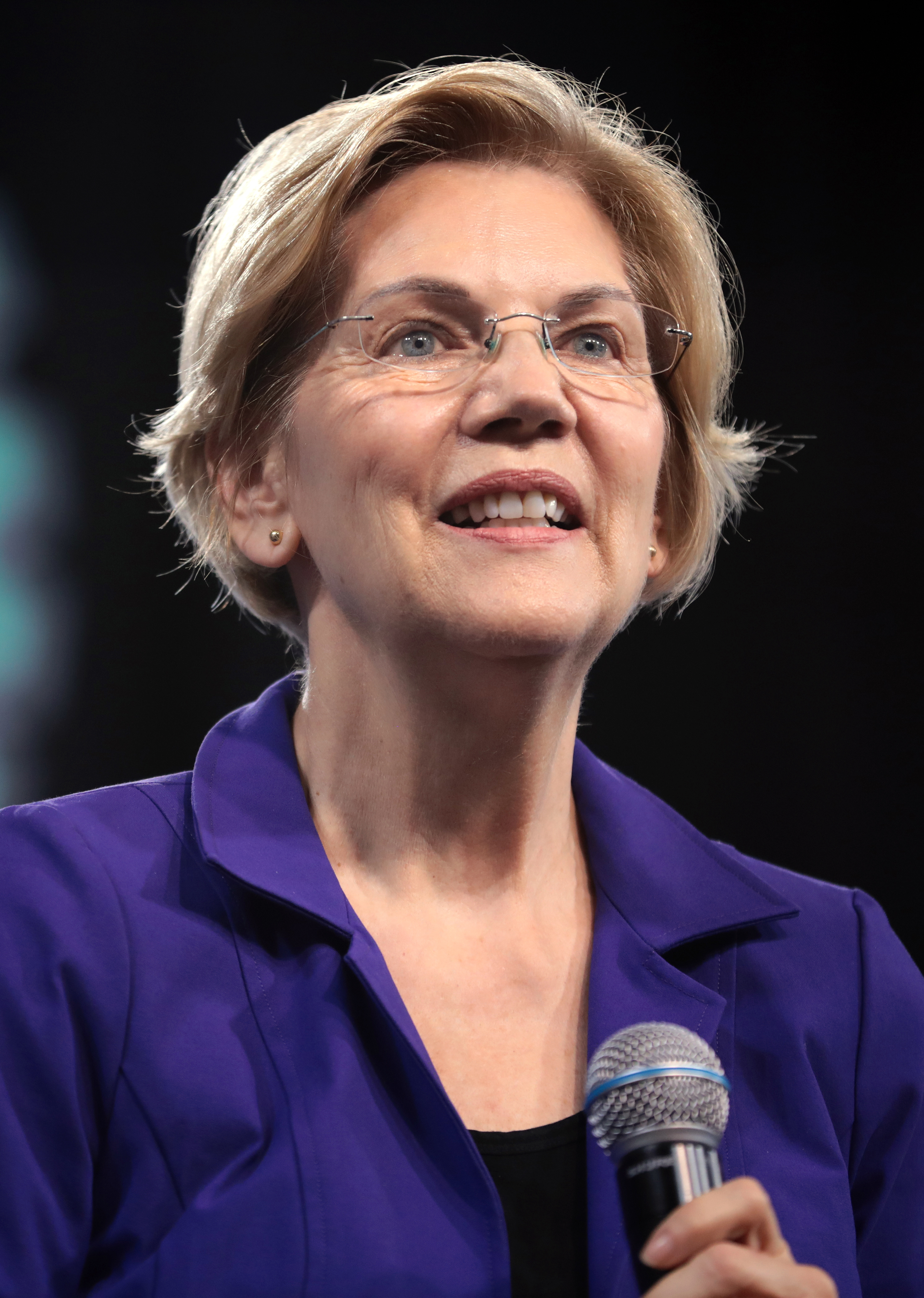
سناتور الیزابت وارن، ۲ رای
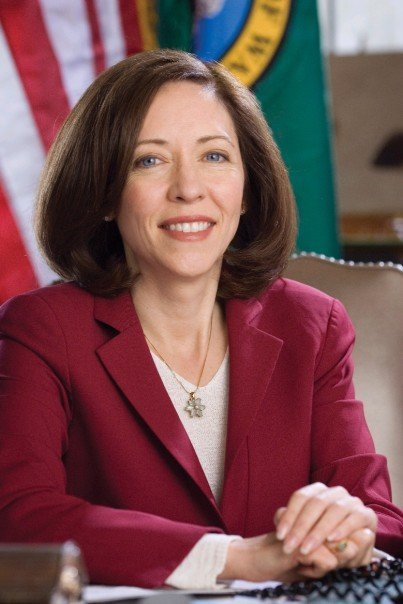
سناتور ماریا کانتول، ۱ رأی
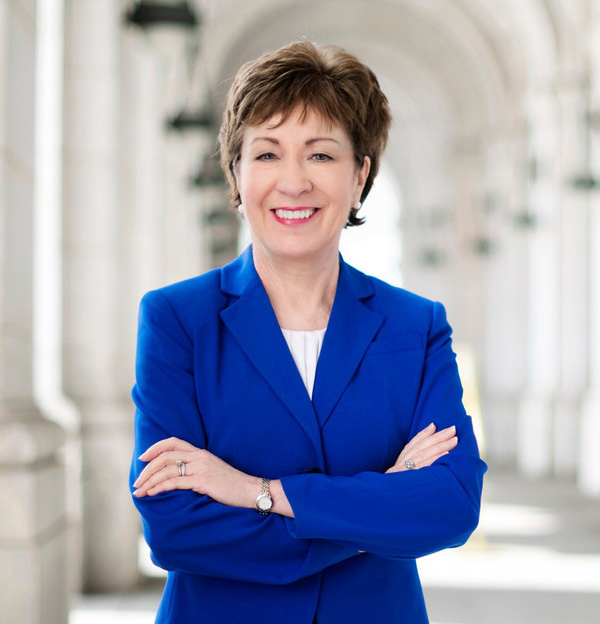
سناتور سوزان کالینز، ۱ رأی
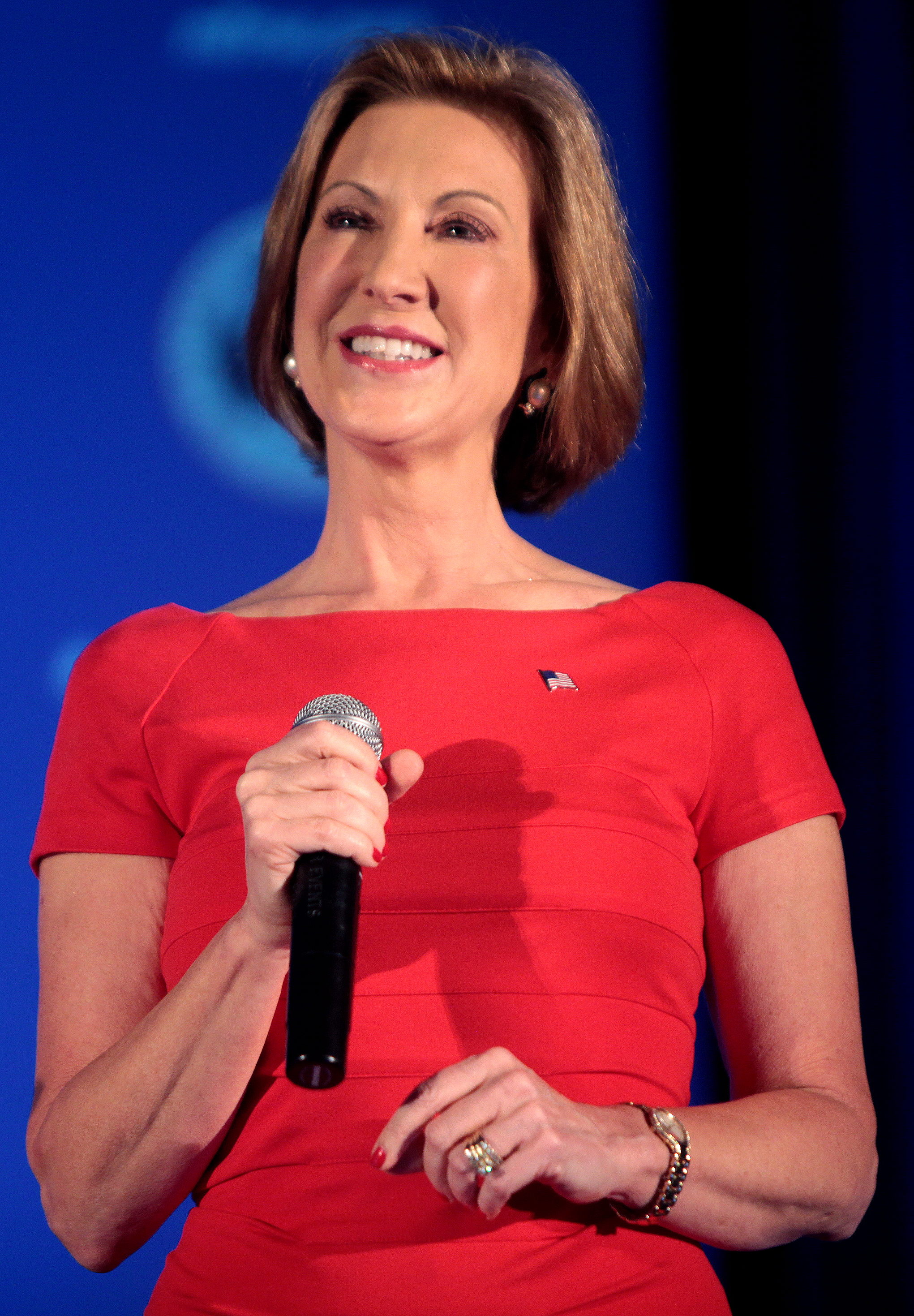
کارلی فیورینا، ۱ رأی
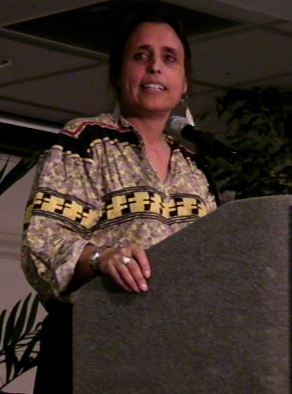
وینونا لادوک، اقتصاددان، ۱ رأی
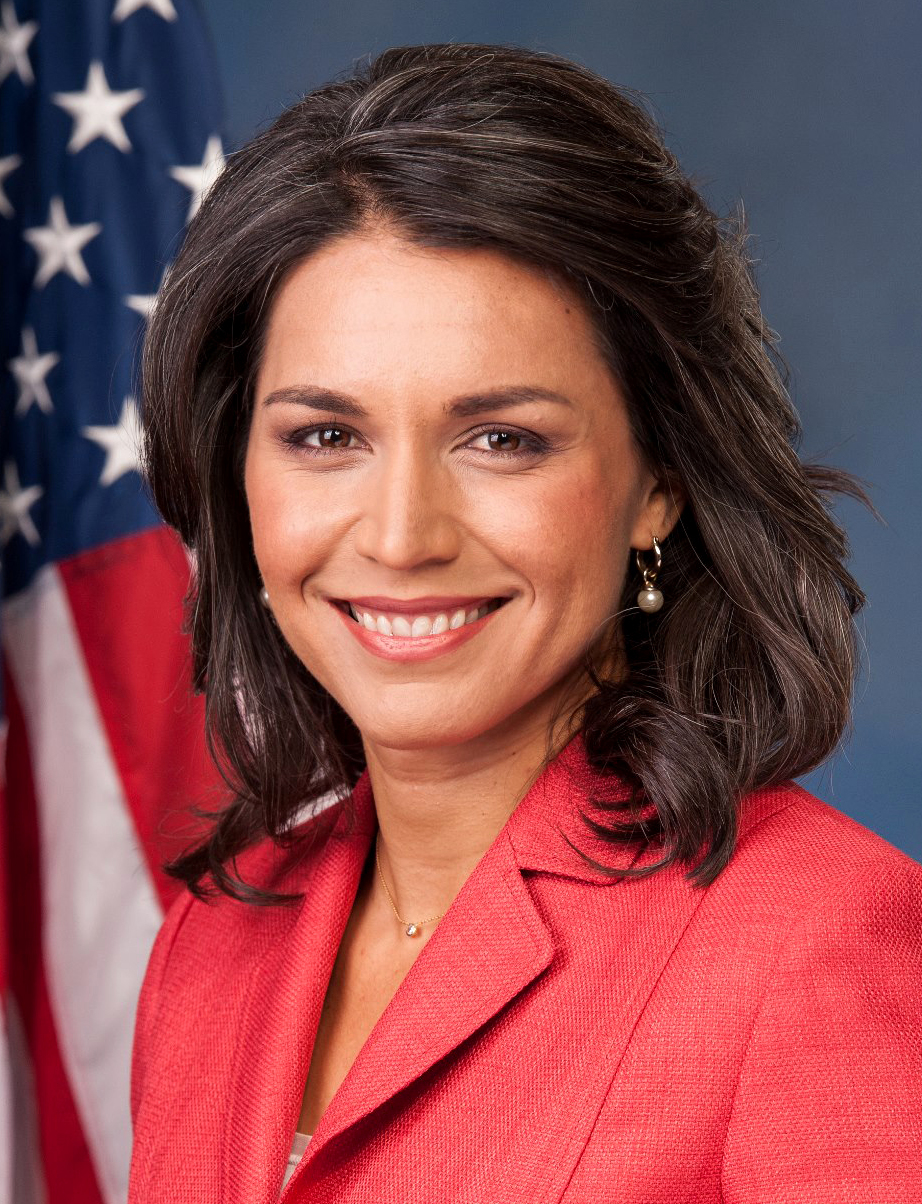
تولسی گبرد (۱ رای باطل)

## چالش‌های حقوقی
چهار گزینندهٔ بی‌وفا از واشینگتن هر کدام به دلیل عهدشکنی به پرداخت ۱۰۰۰ دلار جریمه محکوم شدند. سه نفر از گزینندگان نسبت به این جریمه اعتراض کردند؛ در ماه مهٔ ۲۰۱۹ دیوان عالی واشینگتن با نتیجهٔ ۸ بر ۱ رأی صادرشده را تأیید کرد. در ۷ اکتبر ۲۰۱۹، این گزینندگان پروندهٔ فرجام‌خواهی خود، چیافالو علیه واشینگتن را در دیوان عالی ایالات متحده ثبت کردند که نهایتاً دیوان علیه آن‌ها رأی داد.
در کلرادو، سه نفر از گزینندگان شکایت خود را در دادگاه منطقه‌ای ایالات متحده آمریکا برای ناحیه کلرادو ثبت کردند. این پرونده، یعنی باکا علیه ایالت کلرادو، توسط قاضی ویلی یانگ دانیل در ۱۰ آوریل ۲۰۱۸ رد شد. گزینندگان درخواست تجدید نظر را به حوزه دهم ارائه کردند و جلسهٔ استدلال شفاهی در ۲۴ ژانویه ۲۰۱۹ برگزار شد. در ۲۰ اوت ۲۰۱۹، هیئتی متشکل از سه قاضی با نتیجه ۲–۱ به نفع گزینندگان رای دادند. در ۱۶ اکتبر ۲۰۱۹، کلرادو از تصمیم حوزه دهم به دیوان عالی شکایت کرد.
دیوان عالی در ژانویه ۲۰۲۰ دربارهٔ هر دو پرونده واشینگتن و کلرادو یک گواهی صادر کرد؛ در حالی که در ابتدا این دو پرونده ادغام شده بودند، اما استعفای قاضی سوتومایور در پرونده کلرادو به دلیل رابطه قبلی با یکی از مدافعان، پرونده‌ها را جدا نگه داشت. جلسهٔ بحث شفاهی در هر دو پرونده برای آوریل برنامه‌ریزی شده بود، اما متعاقباً به دلیل دنیاگیری کووید-۱۹ به تعویق افتاد. سپس اعلام شد که بحث‌های شفاهی از طریق تلفن برگزار می‌شود که در ۱۳ مهٔ ۲۰۲۰ برگزار شد. در ۶ ژوئیه ۲۰۲۰، دیوان عالی به اتفاق آرا حکم داد که ایالت‌ها می‌توانند از یک گزیننده بخواهند که به نامزدی که به او تعهد داده بوده رأی دهد و جریمه‌ای که برای نقض تعهد تعیین شده غیرقانونی نیست.

## یادداشت
1. ↑  پاول چندین خانه داشت شامل نیویورک (هنوز هم دارد)[۵۳] و یکی هم در دی‌سی، ولی به صورت رسمی و بر مبنای اسناد ویکی‌لیکس و پروفایل تأییدشده‌اش در شبکه‌های اجتماعی ساکن ویرجینیا محسوب می‌شد.[۵۴][۵۵]